# Hippopsis monachica
Hippopsis monachica är en skalbaggsart som beskrevs av Berg 1889. Hippopsis monachica ingår i släktet Hippopsis och familjen långhorningar.
Artens utbredningsområde är Uruguay. Inga underarter finns listade i Catalogue of Life.